# 高维代数
在数学中，特别是（高阶）范畴论中，高维代数是指对范畴化结构的研究。其在非阿贝尔代数拓扑与抽象代数的推广中有应用。

## 高维范畴
定义高维代数的第一步是高阶范畴论中2-范畴的概念，以及二阶范畴的更“几何化”的概念。 
更高级的概念因此定义为范畴的范畴，或称为超范畴。这将范畴的标记推广到高维——范畴被视为可以解释抽象范畴基本理论（ETAC）的劳维尔公理的任何结构。
因此，超范畴可被视作元范畴、多范畴、多图或有色图。
超范畴的概念于1970年被首次提出，随后在理论物理（特别是量子场论和拓扑量子场论）、数理生物学及数理生物物理学中得到了应用。
高维代数中的其他途径涉及：弱2-范畴、弱2-范畴的同态、可变范畴（又称索引或参数化范畴）、拓扑斯、增广范畴 以及内范畴。

## 二维广群
高维代数中，二维广群是一维广群的推广，后一种广群可视为所有态射都可逆的特殊范畴。
二维广群通常用来捕捉几何对象的信息，如高维流形（或n维流形）。一般来说，一个n维流形是在局部上像是n维欧几里得空间的空间，而整体结构可能是非欧的。
1976年，罗纳德·布朗在ref. 中首先提出了二维广群，并进一步发展了它在非阿贝尔代数拓扑中的应用。与其相关的“双”概念指的是二维李代数胚，以及更一般的R代数体概念。

## 应用

### 理论物理
在量子场论中有量子范畴和量子二维广群。我们可以把量子二维广群看作是通过2-函子定义的基本广群，这样就可由弱2-范畴Span(Groupoids)的视角思考量子基本广群（QFGs）这一物理上有意义的情况，然后为流形和配边构造2-希尔伯特空间和2-线性映射。下一步，我们将通过此类2-函子的自然变换来获得带角的配边。于是有说法称，在规范群SU(2)的作用下，“扩展的拓扑量子场论可以给出等同于量子引力的蓬扎诺-雷其模型的理论”；相似地，图拉耶夫-维罗模型也可以通过SUq(2)的表示得到。因此，我们可以用对称性给出的变换广群来描述规范理论——或者许多种量子场论（QFTs）及局域量子物理的状态空间。例如，对于规范理论的情况，我们可以用作用于状态的度规变换来描述状态空间，在这种情况下状态就是连接。在与量子群相关的对称性的情况下，我们会得到量子广群的表示范畴（representation category）的结构，而非广群的表示范畴的2-向量空间。

## 阅读更多
- Brown, R.; Higgins, P.J.; Sivera, R. . Tracts Vol 15. European Mathematical Society. 2011  [2023-08-27]. ISBN 978-3-03719-083-8. arXiv:math/0407275 . doi:10.4171/083. （原始内容存档于2016-06-12）. (Downloadable PDF available （页面存档备份，存于）)
- Brown, R.; Mosa, G.H. . Theory and Applications of Categories. 1999, 5: 163–175  [2023-08-27]. CiteSeerX 10.1.1.438.8991 . （原始内容存档于2023-10-04）.
- Brown, R. . Fields Institute. 2002.
- Brown, R.  (PDF). Bulletin of the London Mathematical Society. 1987, 19 (2): 113–134  [2023-08-27]. CiteSeerX 10.1.1.363.1859 . doi:10.1112/blms/19.2.113. hdl:10338.dmlcz/140413. （原始内容存档 (PDF)于2023-08-27）. This give some of the history of groupoids, namely the origins in work of Heinrich Brandt on quadratic forms, and an indication of later work up to 1987, with 160 references.
- Brown, Ronald. . groupoids.org.uk. Bangor University. 2018  [2023-08-27]. （原始内容存档于2023-08-27）. A web article with many references explaining how the groupoid concept has led to notions of higher-dimensional groupoids, not available in group theory, with applications in homotopy theory and in group cohomology.
- Brown, R.; Higgins, P.J. . Journal of Pure and Applied Algebra. 1981, 21 (3): 233–260. doi:10.1016/0022-4049(81)90018-9.
- Mackenzie, K.C.H. . London Mathematical Society Lecture Note Series 213. Cambridge University Press. 2005. ISBN 978-0-521-49928-6. （原始内容存档于2005-03-10）.
- Brown, R. . Booksurge. 2006  [2023-08-27]. ISBN 978-1-4196-2722-4. （原始内容存档于2023-04-29）. Revised and extended edition of a book previously published in 1968 and 1988. E-version available from website.
- Borceux, F.; Janelidze, G. . Cambridge University Press. 2001. ISBN 978-0-521-07041-6. OCLC 1167627177. （原始内容存档于2012-12-23）. Shows how generalisations of Galois theory lead to Galois groupoids.
- Baez, J.; Dolan, J. . Advances in Mathematics. 1998, 135 (2): 145–206. Bibcode:1997q.alg.....2014B. S2CID 18857286. arXiv:q-alg/9702014 . doi:10.1006/aima.1997.1695.
- Baianu, I.C.  (PDF). The Bulletin of Mathematical Biophysics. 1970, 32 (4): 539–61  [2023-08-27]. PMID 4327361. doi:10.1007/BF02476770. （原始内容存档 (PDF)于2021-06-27）.
- Baianu, I.C.; Marinescu, M. . Revue Roumaine de Mathématiques Pures et Appliquées. 1974, 19: 388–391.
- Baianu, I.C. . M. Witten  (编).  7. Pergamon Press. 1987: 1513–77  [2023-08-27]. ISBN 978-0-08-034692-2. OCLC 939260427. CERN Preprint No. EXT-2004-072. ASIN 0080346928 ASIN 0080346928. （原始内容存档于2011-05-16）.
- . PlanetPhysics. （原始内容存档于2009-08-13）.
- Janelidze, George. . Journal of Algebra. 1990, 132 (2): 270–286. doi:10.1016/0021-8693(90)90130-G.
- Janelidze, George. . Applied Categorical Structures. 1993, 1: 103–110. S2CID 22258886. doi:10.1007/BF00872989..